# Гоя (награда)
Наградите „Гоя“ (на испански: los Premios Goya) са националните и най-престижни филмови награди на Испания. Наградите са еквивалент на американската награда „Оскар“ и френската награда „Сезар“.
Отличията са раздадени за пръв път на 16 март 1987 г. на церемония в театър „Лопе де Вега“ в Мадрид. Оттогава се връчват ежегодно в края на месец януари от Испанската академия за кинематографично изкуство и наука, като отличават постиженията в испанското кино.
Името на наградите е в чест на испанския художник Франсиско Гоя. Статуетките представляват бронзов бюст на Гоя и са създадени от испанския скулптор Хосе Луис Фернандес.

## Категории
- Най-добър филм
- Най-добър режисьор
- Най-добра мъжка роля
- Най-добра женска роля
- Най-добър оригинален сценарий
- Най-добър адаптиран сценарий
- Най-добър режисьорски дебют
- Най-добра мъжка второстепенна роля
- Най-добра женска второстепенна роля
- Най-добър мъжки актьорски дебют
- Най-добър женски актьорски дебют
- Най-добър продуцент
- Най-добра операторска работа
- Най-добър монтаж
- Най-добра музика
- Най-добра песен
- Най-добър художник
- Най-добър дизайн на костюми
- Най-добър грим
- Най-добър звук
- Най-добри визуални ефекти
- Най-добър анимационен филм
- Най-добър късометражен анимационен филм
- Най-добър късометражен филм
- Най-добър европейски филм
- Най-добър документален филм
- Най-добър чуждестранен филм на испански език
- Почетна награда „Гоя“